# Bjarki Már Elísson
Bjarki Már Elísson (* 16. Mai 1990 in Reykjavík) ist ein isländischer Handballspieler. In der Saison 2019/20 wurde er Torschützenkönig der Handball-Bundesliga.

## Vereinskarriere
Bjarki Már Elísson spielte beim isländischen Klub HK Kópavogur, mit dem er 2012 die Meisterschaft gewann. Nachdem er sich 2013 eigentlich schon dem FH Hafnarfjörður angeschlossen hatte, wechselte der 1,90 Meter große Linksaußen kurzfristig zum deutschen Bundesligisten ThSV Eisenach. In der Saison 2014/15 wurde er in der 2. Bundesliga Torschützenkönig. Ab der Saison 2015/16 spielte er für die Füchse Berlin, bei denen er einen Zweijahresvertrag unterschrieb. Er wurde 2015 und 2016 mit den Füchsen Vereinsweltmeister sowie 2018 EHF-Pokalsieger. Ab Sommer 2019 lief er für den TBV Lemgo auf. Mit Lemgo gewann er den DHB-Pokal 2020.
Nach Ende der Spielzeit 2021/22 wechselte er zum ungarischen Spitzenklub Telekom Veszprém. Mit Veszprém gewann er die SEHA-Liga 2021/22, 2023 und 2024 den ungarischen Pokal, 2023, 2024 und 2025 die ungarische Meisterschaft sowie die Vereinsweltmeisterschaft 2024.

## Auswahlmannschaften
Bjarki Már Elísson gehört zum Kader der isländischen Nationalmannschaft, für die er in bisher 122 Länderspielen 408 Tore erzielte. Sein Nationalmannschaftsdebüt gab er 2012 gegen die Niederlande. Er nahm an der Weltmeisterschaft 2023 teil. Bei der Weltmeisterschaft 2025 warf er sieben Tore in vier Spielen und belegte mit dem Team den 9. Platz.

## Bundesligabilanz
| Saison    | Verein        | Spielklasse   | Spiele | Tore | 7-Meter | Feldtore |
| --------- | ------------- | ------------- | ------ | ---- | ------- | -------- |
| 2013/14   | ThSV Eisenach | Bundesliga    | 34     | 129  | 13      | 116      |
| 2014/15   | ThSV Eisenach | 2. Bundesliga | 38     | 289  | 86      | 193      |
| 2015/16   | Füchse Berlin | Bundesliga    | 31     | 84   | 19      | 65       |
| 2016/17   | Füchse Berlin | Bundesliga    | 33     | 119  | 7       | 112      |
| 2017/18   | Füchse Berlin | Bundesliga    | 30     | 62   | 2       | 60       |
| 2018/19   | Füchse Berlin | Bundesliga    | 34     | 100  | 2       | 98       |
| 2019/20   | TBV Lemgo     | Bundesliga    | 27     | 216  | 72      | 144      |
| 2020/21   | TBV Lemgo     | Bundesliga    | 37     | 254  | 95      | 159      |
| 2021/22   | TBV Lemgo     | Bundesliga    | 34     | 234  | 79      | 155      |
| 2013–2022 | gesamt        | gesamt        | 298    | 1487 | 374     | 1113     |